# Drupadia surindra
Drupadia surindra är en fjärilsart som beskrevs av Druce 1895. Drupadia surindra ingår i släktet Drupadia och familjen juvelvingar. Inga underarter finns listade i Catalogue of Life.